# Georges Baccrabère
Georges Baccrabère, né le 3 mai 1920 à Francon et mort le 15 août 2007 à Nailloux, est un prêtre catholique, docteur en droit canonique, archéologue et historien toulousain contemporain.

## Biographie
Né le 3 mai 1920 à Francon, dans le canton de Cazères-sur-Garonne. En 1932, il entre au petit séminaire de Toulouse avec des difficultés d'échanges en langue française au détriment de l'occitan pratiqué dans sa famille.
Après huit années d'études au petit séminaire, il entre au grand séminaire de Toulouse en octobre 1940. La guerre de 1939-1945 vient perturber le cycle de ses études. Instauré par le régime de Vichy, il est astreint aux chantiers de jeunesse à Arudy en Béarn. Fin 1942, d’après le témoignage de ses anciens collègues, « il aurait échappé au départ en Allemagne avec le STO en se faisant embaucher comme surveillant au collège des maristes de Blancotte, près de Cazères-sur-Garonne ». En octobre 1944, il reprend ses études durant deux années au grand séminaire surchargé de futurs séminaristes.
Ordonné prêtre le 29 juin 1946, il est nommé vicaire à l'église Notre-Dame de la Dalbade et commence à suivre des cours de droit canonique à l'Institut catholique de Toulouse. En 1948, il est nommé curé à l'église Saint-Pierre de Quint-Fonsegrives,.
En 1953, il obtient la licence de droit canonique. Encouragé par l'abbé Noubel, il entreprend une thèse pour l'obtention d'un doctorat de droit canonique. En 1956, il soutient sa thèse à l'Institut catholique de Toulouse, intitulée : « Exercice du droit de visite dans les paroisses rurales du diocèse de Toulouse au lendemain du Concile de Trente ». La rédaction de cette dernière est remarquée par les historiens Paul Ourliac et Philippe Wolff qui l'encouragent à collaborer à diverses publications historiques.
Dès 1963, il est membre titulaire de la société archéologique du Midi de la France. Alors que le lieu-dit Fonsegrives prend de l'essor, l'abbé Baccrabère se fait donner un bout de terrain et s'inscrit au centre de formation professionnelle de Bordelongue en vue d'obtenir un CAP de maçon. Avec la participation bénévole de jeunes hollandais du mouvement international des jeunes bâtisseurs (de), la chapelle de « Notre Dame de l’Annonciation » est inaugurée en septembre 1965,.
Depuis 1964, il est l'auteur de plusieurs études sur la Toulouse antique : il est un spécialiste indiscuté, avec Pierre Salies, de tout ce qu'on connaît actuellement sur l'aqueduc romain, dit de la Reine Pédauque. Publiée pour la première fois en 1966, il a aussi écrit une histoire de l'aviation toulousaine Toulouse, terre d'envol dont plusieurs ré-éditions seront réalisées.
En 1995, Mgr Collini lui impose de prendre sa retraite après 47 années de service en tant que curé de l'église de Quint. L'abbé Baccrabère décède le 15 août 2007 puis est inhumé dans son village natal de Francon.

## Publications
Liste non-exhaustive issue de la base de données bibliographiques de WorldCat.
- [1954] Aspects de la société familiale dans le droit canonique (Mémoire de licence : Droit canonique), Toulouse, Institut catholique, 1954, 36 p. (présentation en ligne).
- [1956] Exercice du droit de visite dans les paroisses rurales du diocèse de Toulouse au lendemain du Concile de Trente (thèse de doctorat en Théologie catholique), Toulouse, 1956.
- [1962] « Action catholique et fonction curiale », L'Année canonique, t. 8,‎ 1962, p. 127-136 (présentation en ligne).
- [1962] « La pratique religieuse dans le diocèse de Toulouse aux XVIe et XVIIe siècles », Annales du Midi, vol. 74, no 59,‎ 1962, p. 287-314 (lire en ligne).
- [1963] Notre-Dame de Saussens, Toulouse, Centre d'études et de recherches d'histoire de la France méridionale, coll. « Fêtes et pèlerinages », 1963.
- [1964] « L'aqueduc de la « Reine Pédauque » à Toulouse », Mémoires de la Société d'archéologie du Midi de la France, t. 30,‎ 1964 (ISSN 0373-1901, présentation en ligne).
- [1964] « II. Présentation bibliographique des rituels toulousains », Annales du Midi, vol. 76, no 66,‎ 1964, p. 85-100 (lire en ligne).
- [1965] « La visite canonique de l'évêque, du supérieur religieux, du vicaire forain », dans Dictionnaire de droit canonique, t. 7, Paris, éd. Letouzey et Anéds, 1965 (présentation en ligne).
- [1965] « Deux sarcophages de l'École d'Aquitaine », Mémoires de la Société d'archéologie du Midi de la France, t. 31,‎ 1965 (ISSN 0373-1901, présentation en ligne).
- [1966] Georges Baccrabère et Georges Jorré, Toulouse, terre d'envol, Toulouse, éd. E. Privat, 1966prix Toutain de l'Académie française en 1967.
- [1968] Les paroisses rurales du diocèse de Toulouse aux XVIe et XVIIe siècles : exercice du droit de visite, Strasbourg, impr. Muh-Le Roux, 1968 (présentation en ligne).
- [1972] « De la céramique commune du Moyen Âge dans le Toulousain (Haute-Garonne) », Archéologie médiévale,‎ 1972 (lire en ligne).
- [1973] « Observations sur une tour du rempart antique de Toulouse et du tracé de l'enceinte », Mémoires de l'Académie des sciences, inscriptions et belles-lettres de Toulouse, 15e série, vol. 135, t. 4,‎ 1973.
- [1973] « L'enceinte gallo-romaine de Toulouse », Comptes-rendus des Journées archéologiques de Bourges, 29 avril 1972, Société des antiquités nationales,‎ 1973.
- [1974] « Le rempart antique de l'Institut catholique de Toulouse », Bulletin de littérature ecclésiastique, no 4 (supplément),‎ 1974.
- [1977] « Étude de Toulouse romaine : [à propos d'une maquette de l'Institut catholique] », Chronique, Institut catholique de Toulouse, no 3 (suppl.),‎ 1977.
- [1980] « Haute-Garonne. — Toulouse. Chapelle Saint-Roch » (compte-rendu de fouilles), Archéologie médiévale, t. 10,‎ 1980, p. 395 (lire en ligne).
- [1981] « L'aqueduc antique de Lardenne à Toulouse », Bulletin du Centre d'histoire juridique méridional, vol. 47 « Mélanges offerts à Jean Dauvillier »,‎ 1979, p. 23-45 (présentation en ligne).
- [1983] Le diocèse de Toulouse (collection sous la direction de Philippe Wolff (dir.), avec la collab. de G. Baccrabère, Y. Castan, J. Chansou et al.), Paris, Beauchesne, coll. « Histoire des diocèses de France. Nouvelle série » (no 15), 1983 (ISBN 2-7010-1057-8, présentation en ligne).
- [1983] « Habitat gallo-romain dans le Toulousain : à propos des réserves du Musée archéologique de l'Institut catholique » (Chronique), supplément au Bulletin de littérature ecclésiastique,‎ 1983.
- [1983] « Habitat gallo-romain dans le Toulousain », Bulletin de littérature ecclésiastique, nos 1/2,‎ 1983.
- [1984] « Habitat, alimentation et évacuation des eaux à Toulouse dans l'Antiquité » (communication présentée le 28 juin 1984 lors de la visite de l'ensemble archéologique de l'Institut Catholique), Mémoires de l'Académie des sciences, inscriptions et belles-lettres de Toulouse, 16e série, vol. 146, no 5,‎ 1984, p. 103-137 (présentation en ligne).
- [1988] « Le sanctuaire rural antique d'Ancely, commune de Toulouse » (monographie, 559 p.), Bulletin de littérature ecclésiastique,‎ 1988 (présentation en ligne).
- [1993] Toulouse terre d'envol (2 vol.), Toulouse, Signes du monde, 1993, 2e éd., 784 p.  (ISBN 2-909635-03-1) (t. 1) -  (ISBN 2-909635-04-X) (t. 2).
- [2001] La céramique toulousaine à travers les siècles, Toulouse, Accord édition, 2001, 272 p. (ISBN 2-908695-34-0, présentation en ligne).
- [2015] Jean-Marie Pailler, Christian Darles, Pierre Moret, Georges Baccrabère et Michel Vidal, Toulouse, naissance d'une ville, Portet sur Garonne, Éditions Midi-Pyrénéennes, 2015 (présentation en ligne).